# Veronika Voss
Veronika Voss (Die Sehnsucht der Veronika Voss) è un film drammatico del 1982 diretto da Rainer Werner Fassbinder e interpretato da Rosel Zech, liberamente ispirato agli ultimi anni dell'attrice tedesca Sybille Schmitz.
Il film conclude la cosiddetta "BRD-Trilogie" di Fassbinder, dopo Il matrimonio di Maria Braun del 1979 e Lola del 1981, incentrata su tre diverse figure femminili nella Germania del secondo dopoguerra. È stato presentato in anteprima alla 32ª edizione del Festival di Berlino, dove si è aggiudicato l'Orso d'oro.

## Trama
Monaco di Baviera, 1955. Veronika Voss è una ex diva della Universum Film AG ormai dimenticata, che vive nell'ossessione del suo passato e dalla sua celebrità. Una sera incontra il giornalista sportivo Robert Krohn ed è fortemente attratta da lui. Nonostante Robert sia già impegnato con Henriette, i due iniziano una storia d'amore. Veronika è una donna affascinante, ma Robert capisce presto che il suo comportamento è strano e mutevole, a volte euforico, a volte disperato. Nel tentativo di aiutarla scopre che la donna è praticamente prigioniera della sua neurologa, la dottoressa Katz, che la tiene segregata nella sua clinica privata approfittando della sua dipendenza dalla morfina per impadronirsi dei suoi beni.
Per verificare i suoi sospetti, Robert convince Henriette ad andare dalla dottoressa Katz, fingendosi una ricca donna affetta da depressione. Quando la neurologa le rilascia una prescrizione a base di oppiacei, Henriette cerca di avvisare disperatamente Robert, ma una macchina la travolge uccidendola. Veronika, lasciata da sola nel giorno del Venerdì santo, in preda ad una crisi di astinenza ingerisce una dose letale di barbiturici. Dopo la sua morte, Robert osserva impotente la dottoressa Katz e i suoi collaboratori brindare al tragico evento.

## Produzione
(R.W. Fassbinder a proposito della protagonista, dal press booklet del Festival di Berlino 1982)
Il reporter Ewald Zweig segue la vicenda della ex star dell'UFA Sybille Schmitz, fuggita col marito sulle montagne austriache dopo essere caduta in disgrazia con Joseph Goebbels e rimastavi fino alla fine della guerra. Scoperte le macchinazioni della dottoressa Ursula Moritz, che la tiene segregata nella sua clinica, Zweig coinvolge la fidanzata Henriette, che si finge una sua paziente e fa amicizia con la governante Klara, venendo a conoscenza di informazioni importanti. La governante, che ha sentito Henriette parlare al telefono con Zweig, la spinge dai gradini della cantina, uccidendola. Zweig, deciso a denunciare l'accaduto, viene investito da un'auto davanti alla stazione di polizia e muore, mentre l'autista fugge inosservato.
Fassbinder, ammiratore di Sybille Schmitz che considerava tra le dieci migliori attrici al pari di star di Hollywood come Joan Crawford e Vivien Leigh, aveva appreso della sua tragica fine dall'amica montatrice Juliane Lorenz. Nel maggio del 1981, durante le riprese di Lola iniziò quindi ad abbozzare il soggetto di un film ispirato alla sua vicenda.
Il regista sviluppò ulteriormente la classica storia da crime thriller intrecciando quelli che riteneva i due temi principali del film che aveva in mente: «Uno dei temi è la distruzione, la rovina di una persona, superficialmente un evento quasi privato; l'altro tema è lo sfruttamento criminale dei diversi tipi di disperazione di individui eccessivamente sensibili».
Il materiale passò agli sceneggiatori Pea Fröhlich e Peter Märthesheimer, che nel giro di tre settimane ultimarono una sceneggiatura intitolata Das Süsse Sterben (Il dolce morire). Le riprese cominciarono a inizio autunno e proseguirono con una certa velocità, anche perché Fassbinder intendeva coprire il previsto periodo di lavorazione di Kokain, progetto mai andato in porto di un adattamento per il grande schermo del romanzo Cocaina di Pitigrilli.
Dal punto di vista narrativo Veronika Voss presenta analogie con Viale del tramonto (1950) di Billy Wilder, così come per lo stile e la fotografia di Xaver Schwarzenberger. La scelta di girare in bianco e nero, «i colori più belli del cinema» come aveva detto Fassbinder in una conferenza stampa della Berlinale, era dettata dalla volontà di evocare i codici estetici del passato, una tradizione partita dal cinema espressionista e che aveva lasciato il segno sullo stile visivo dei film noir americani.

### Il cast
Secondo il soggetto originale, la protagonista avrebbe dovuto essere interpretata da Margit Carstensen, già presente in Le lacrime amare di Petra von Kant, mentre per il ruolo del reporter Ewald Zweig era previsto Armin Mueller-Stahl. Nella versione finale, il ruolo di Veronika Voss è stato interpretato da Rosel Zech mentre Mueller-Stahl ha interpretato lo sceneggiatore Max Rehbein.
L'attore Hilmar Thate, che interpreta il giornalista sportivo Robert Krohn, era stato inizialmente scelto per quello dell'ufficiale medico Demmler mentre il ruolo della sua fidanzata Henriette è stato interpretato da Cornelia Froboess invece che da Angela Schmid, prevista dalla stesura originale. La dottoressa Ursula Moritz, in origine assegnata a Karin Baal, è diventata nel film la dottoressa Marianne Katz, interpretata da Annemarie Düringer.
Nel film compaiono per l'ultima volta sul grande schermo gli attori Johanna Hofer e Rudolf Platte, nel ruolo dei signori Treibel.
Oltre al cameo di Fassbinder nella sequenza iniziale, come spettatore del cinema in cui viene proiettato un vecchio film della protagonista seduta davanti a lui, fanno una breve apparizione l'attore Harry Baer (in questo caso anche assistente alla regia) e la montatrice Juliane Lorenz, fra le più strette collaboratrici del regista e dal 1992 amministratore delegato della Rainer Werner Fassbinder Foundation.

## Distribuzione
Dopo l'anteprima del 18 febbraio 1982 al Festival di Berlino il film ha partecipato ad altre manifestazioni internazionali. Il 29 agosto dello stesso anno è stato proiettato alla Mostra del cinema di Venezia come omaggio a Fassbinder, scomparso i primi di giugno.
Successivamente è stato mostrato di nuovo alla Berlinale in occasione di due retrospettive: nel 1990 in quella dedicata ad alcuni dei film più significativi delle passate edizioni ("40 Years Berlinale") e nel 2005 in quella dedicata alla professione e all'impatto della scenografia nel cinema ("Settings - Locations - Scenes. Production Design & Film").
Nel 2003 la Criterion Collection ha pubblicato Veronika Voss in DVD, in un cofanetto intitolato The BRD Trilogy in cui oltre ai tre "capitoli" della trilogia in alta definizione sono presenti il commento sul film dello scrittore Tony Rayns, una conversazione con Rosel Zech e Juliane Lorenz e il documentario Dance with Death (Tanz mit dem Tod) sulla figura di Sybille Schmitz.

### Date di uscita
- Paesi Bassi (Die Sehnsucht der Veronika Voss) – 13 maggio 1982
- Spagna (La ansiedad de Veronika Voss) – 23 giugno 1982
- Finlandia (Veronika Vossin kaipuu) – 10 settembre 1982
- Danimarca (Veronika Voss' længsel) – 1 ottobre 1982
- Stati Uniti (Veronika Voss) – 13 ottobre 1982
- Portogallo (A Saudade de Veronika Voss) – 5 novembre 1982
- Svezia (Veronika Voss längtan) – 25 dicembre 1982
- Italia (Veronika Voss) – 19 febbraio 1983
- Giappone (ベロニカ・フォスのあこがれ) – 16 luglio 1983
- Australia (Veronika Voss) – 24 novembre 1983
- Ungheria (Veronika Voss vágyakozása) – 29 marzo 1984

### Festival internazionali
- Festival internazionale del cinema di Berlino – 18 febbraio 1982
- Mostra internazionale d'arte cinematografica di Venezia – 28 agosto 1982
- Toronto International Film Festival – 16 settembre 1982
- New York Film Festival – 24 settembre 1982
- Telluride Film Festival – settembre 1982
- Chicago International Film Festival – ottobre 1982
- Festival internazionale del cinema di Berlino – febbraio 1990
- Festival internazionale del cinema di Berlino – febbraio 2005
- Festival internazionale del cinema di Belgrado – 26 febbraio 2007
- Reykjavík International Film Festival – 29 settembre 2007
- Festival Premiers Plans D'Angers – 18 gennaio 2015

## Critica
(Roger Ebert)
(Segnalazioni cinematografiche, vol. 94, 1983)

## Riconoscimenti
- 1982 – Festival internazionale del cinema di Berlino

Orso d'oro a Rainer Werner Fassbinder
- 1982 – Deutscher Kamerapreis

Deutscher Kamerapreis (lungometraggi/film per la tv) a Xaver Schwarzenberger
- 1982 – Toronto International Film Festival

Premio internazionale della critica a Rainer Werner Fassbinder (ex aequo con Il sapore dell'acqua di Orlow Seunke)
- 1983 – Deutscher Filmpreis

Candidatura per il miglior attore protagonista a Hilmar Thate
Candidatura per la miglior attrice protagonista a Rosel Zech
Candidatura per la miglior attrice non protagonista a Cornelia Froboess
Candidatura per la miglior attrice non protagonista a Annemarie Düringer
- 1984 – Filmfest München

Chaplin Shoe per la miglior attrice a Rosel Zech

## Colonna sonora
La colonna sonora del film è stata pubblicata nel 1982 dalla Jupiter Records. Oltre a brani scritti e arrangiati dal compositore tedesco Peer Raben, include la canzone Memories Are Made of This, portata al successo da Dean Martin e cantata nel film dalla protagonista durante la sua grande festa di addio. Nella sceneggiatura originale era prevista al suo posto Ich weiß, es wird einmal ein Wunder geschehn, già eseguita dall'attrice e cantante svedese Zarah Leander nel 1942.
Altri brani presenti nel film comprendono Run, Boy Run, scritta da Lee Hazlewood ed eseguita da Sanford Clark, e The Battle of New Orleans di Jimmy Driftwood. Da notare che, sebbene il film sia ambientato nel 1955, quest'ultima è stata pubblicata da Johnny Horton solo nel 1959.

### Tracce
1. L'Amour Sans Treve – 4:58
2. Good Evening – 3:32
3. Memories Are Made of This (Frank Miller, Richard Dehr, Terry Gilkyson) – 2:15
4. Serenade for Henriette – 1:58
5. Guitar Player – 0:35
6. Memories Are Made of This (Miller, Dehr, Gilkyson) – 2:15
7. Ouvertüre Veronika Voss – 2:15
8. Oh Little Love – 1:40
9. Dark Room I – 0:45
10. Dark Room II – 1:28
11. Dream of Bad Times – 0:28
12. Sickness of Veronika – 0:40
13. Dark Room III – 1:15
14. Good Night Henriette – 0:32
15. Poor Robert – 0:36
16. Restless of Memories – 0:55
17. Lost Harmony – 0:35
18. Sad Final – 0:46
19. Memories Are Made of This (Miller, Dehr, Gilkyson) – 2:15

## Adattamenti
Nell'aprile 2013, al Teatro Sala Fontana di Milano è andato in scena un adattamento teatrale della sceneggiatura di Pea Fröhlich e Peter Märthesheimer, diretto da Pasquale Marrazzo e con Raffaella Boscolo nel ruolo della protagonista.